# Мбу Алидор, Режиналь
Режиналь Мбу Алидор (фр. Réginald Mbu Alidor; 19 мая 1993, Париж) — французский футболист,  полузащитник и эстонского футбольного клуба Нымме Калью.

## Биография
Начинал заниматься футболом в 19-м округе Парижа в команде «Эсперанс», позднее также занимался в команде «Бурже» из столичного пригорода Ле-Бурже. В 14-летнем возрасте перешёл в юношескую команду «Лилля», где его партнёрами были Люка Динь и Адама Сумаоро. В начале взрослой карьеры выступал за второй состав «Лилля», в 2010—2012 годах сыграл за него четыре матча в низших дивизионах Франции, но из-за отсутствия перспектив покинул команду.
В 2014 году присоединился к эстонскому клубу «Нымме Калью». Дебютный матч в чемпионате Эстонии сыграл 1 марта 2014 года против «Инфонета», а первый гол забил 6 июля 2015 года в ворота «Пайде ЛМ». За шесть сезонов провёл более 160 матчей в чемпионате страны. Стал обладателем Кубка Эстонии 2015 года и чемпионом страны 2018 года. Принимал участие в матчах еврокубков (более 20 игр).
В дальнейшем играл за клуб чемпионата Мальты «Биркиркара» и во втором дивизионе Швеции за «Утсиктен» (Гётеборг). В конце июля 2023 года француз, после небольшого игрового перерыва, вернулся в Эстонию, где он до конца сезона присоединился к «Нарве-Транс». После окончания чемпионата не остался в команде.

## Достижения
- Чемпион Эстонии: 2018
- Бронзовый призёр чемпионата Эстонии: 2015, 2016, 2017, 2019
- Обладатель Кубка Эстонии: 2014/15
- Финалист Кубка Эстонии: 2018/19
- Обладатель Суперкубка Эстонии: 2019